# Andrij Klymtschuk
Andrij Klymtschuk (ukrainisch Андрій Климчук, wiss. Transliteration Andrij Klymčuk; geboren am 10. Dezember 1994) ist ein derzeit nicht aktiver ukrainischer Skispringer.

## Werdegang
Andrij Klymtschuk trat ab 2011 in ersten internationalen Wettbewerben unter dem Dach der Fédération Internationale de Ski, unter anderem im FIS Cup, in Erscheinung. Beim Europäischen Olympischen Winter-Jugendfestival 2011 im tschechischen Liberec sprang er im Einzelwettkampf von der Normalschanze auf den 40. Rang.
Im Sommer 2012 gab Klymtschuk am 30. Juni in Stams sein Debüt im Skisprung-Continental-Cup, wurde im Einzelspringen von der Normalschanze jedoch disqualifiziert. Bei den Nordischen Junioren-Skiweltmeisterschaften 2013 erreichte er in dem gleichen Wettbewerb den 60. Platz. Wenige Wochen später nahm er im italienischen Predazzo auch an den Nordischen Skiweltmeisterschaften 2013 teil, wo er sowohl im Einzelspringen von der Normalschanze als auch von der Großschanze an der Qualifikation für den Wettkampf scheiterte.
Bei den Nordischen Junioren-Skiweltmeisterschaften ebenfalls in Predazzo erzielte er den 42. Rang von der Normalschanze. Knapp ein Jahr später trat er im slowakischen Štrbské Pleso zu einem Wettbewerb von der Normalschanze bei der Winter-Universiade 2015 an, in dem er 38. wurde. Bei den Nordischen Skiweltmeisterschaften 2015 im schwedischen Falun scheiterte er wie schon zwei Jahre zuvor in Predazzo an der Qualifikation für die beiden Einzelwettkämpfe von der Normalschanze beziehungsweise von der Großschanze.
Im Rahmen des Skisprung-Continental-Cups 2015/16 sprang er am 8. August 2015 im polnischen Wisła auf den 28. Platz und erzielte damit seinen ersten Punktgewinn in dieser Wettbewerbsserie, was er am 29. August mit einem 30. Platz im tschechischen Frenštát pod Radhoštěm wiederholen konnte. Am Saisonende belegte er mit diesen vier Punkten den 155. Rang im Gesamt-Continental-Cup. Bei der Winter-Universiade 2017 im kasachischen Almaty erreichte er im Einzelwettkampf von der Normalschanze den 38. Rang.
Seit der Winter-Universiade 2017 trat Klymtschuk zu keinen Wettbewerben der Fédération Internationale de Ski mehr an.

## Statistik
Continental-Cup-Platzierungen
| Saison  | Sommer | Sommer | Winter | Winter | Gesamt | Gesamt |
| Saison  | Platz  | Punkte | Platz  | Punkte | Platz  | Punkte |
| ------- | ------ | ------ | ------ | ------ | ------ | ------ |
| 2015/16 | 107.   | 0004   | —      | —      | 155.   | 0004   |